# Reyer Venezia 1936-1937
Questa voce raccoglie le informazioni riguardanti la Reyer Venezia nelle competizioni ufficiali della stagione 1936-1937

## Stagione
La Reyer Venezia arrivò al quarto posto su 8 squadre del girone B della serie A di pallacanestro.

## Squadra
- Giovanbattista Pellegrini
- Conchetto
- Guido Manzini
- Silvestri
- Cenci
- Battistel[1]
- Allenatore: ?